# Phyllophaga murina
Phyllophaga murina är en skalbaggsart som beskrevs av Hermann Burmeister 1855. Phyllophaga murina ingår i släktet Phyllophaga och familjen Melolonthidae. Inga underarter finns listade i Catalogue of Life.